# Csoportos fülőke
A csoportos fülőke (Connopus acervatus) a pereszkefélék családjába tartozó, Eurázsiában és Észak-Amerikában honos, fenyők korhadó törzsén, tuskóján élő, nem ehető gombafaj.

## Megjelenése
A csoportos fülőke kalapja 1-5 cm széles; alakja domború, idővel széles domborúan kiterül. Felszíne sima. Széle áttetszően bordás. Színe fiatalon vörösbarna, sötét húsbarnás; kiszáradva vagy idősen fakó okkeres, világosbarna, esetleg rózsaszínes árnyalattal. Az átmeneti időszakban gyakran megfigyelhető egy kétszínű állapot. 
Húsa vékony; színe fehéres, világosbarna, sérülésre nem változik. Gyenge szaga rohadt káposztára emlékeztet vagy nem jellegzetes; íze kesernyés vagy nem jellegzetes. 
Sűrű lemezei tönkhöz nőttek. Színük fiatalon fehéres, később rózsaszínes.
Tönkje 2-12 cm magas és max. 0,6 cm vastag. Lakja karcsú, nagyjából egyenletesen hengeres, belül üreges. Felszíne sima, a tövénél fehéresen bolyhos. Színe vörösbarna vagy lilásbarna; a kalapnál később fakul ki.
Spórapora fehér. Spórája elliptikus vagy majdnem hengeres, sima, inamiloid, mérete 5,5-7 x 2,5-3 µm. 

### Hasonló fajok
A kis csoportokban, lomberdőben élő vöröstönkű fülőke és a szöszös-borostás tönkű pelyhestönkű fülőke hasonlít hozzá.

## Elterjedése és termőhelye
Eurázsiában és Észak-Amerikában honos. Magyarországon ritka.
Fenyvesekben, a korhadó fatörzseken, tuskókon, gyökereken található meg. Mindig sok termőtestből álló, sűrű csoportban terem. Augusztustól októberig látható. 

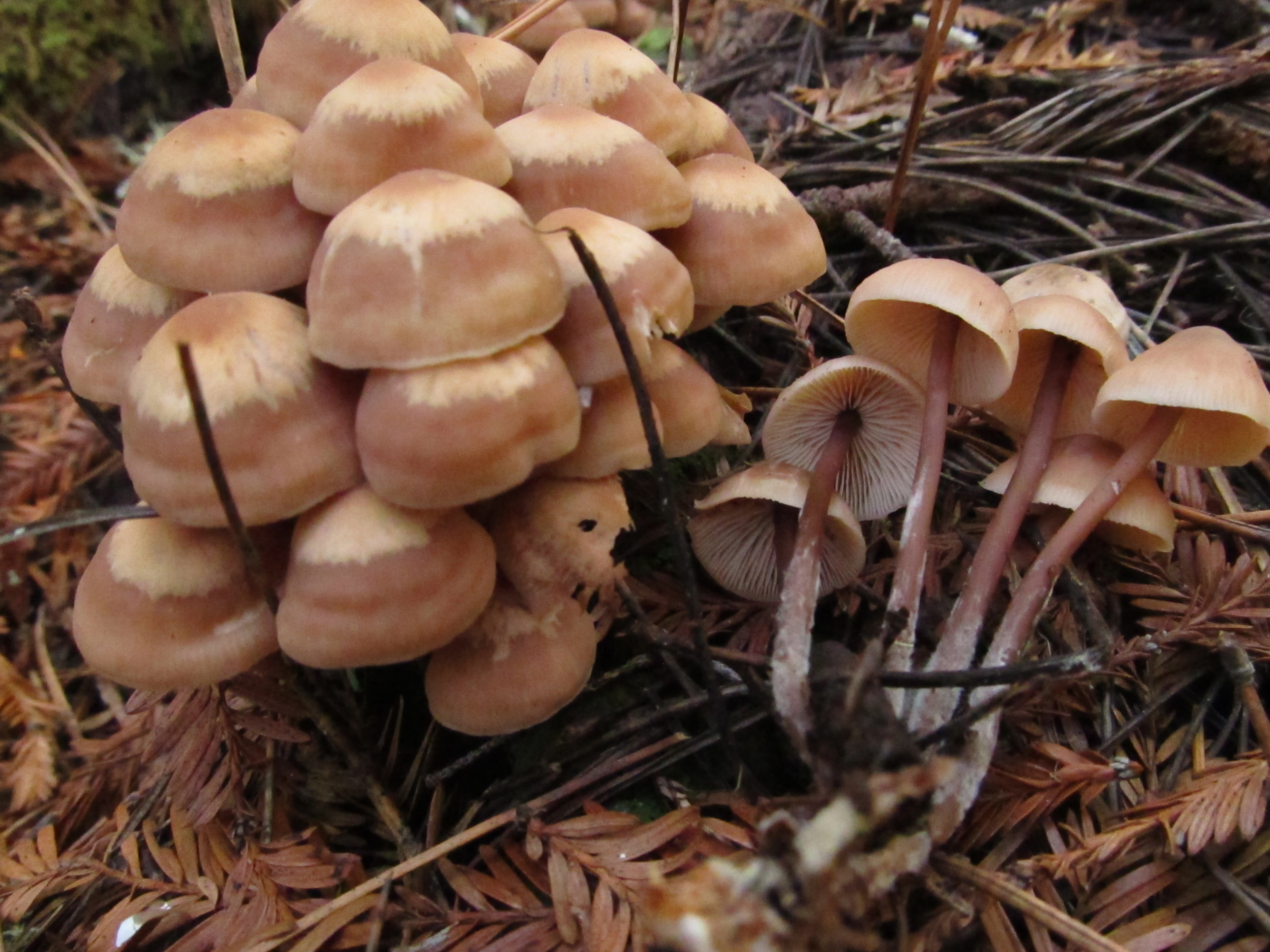
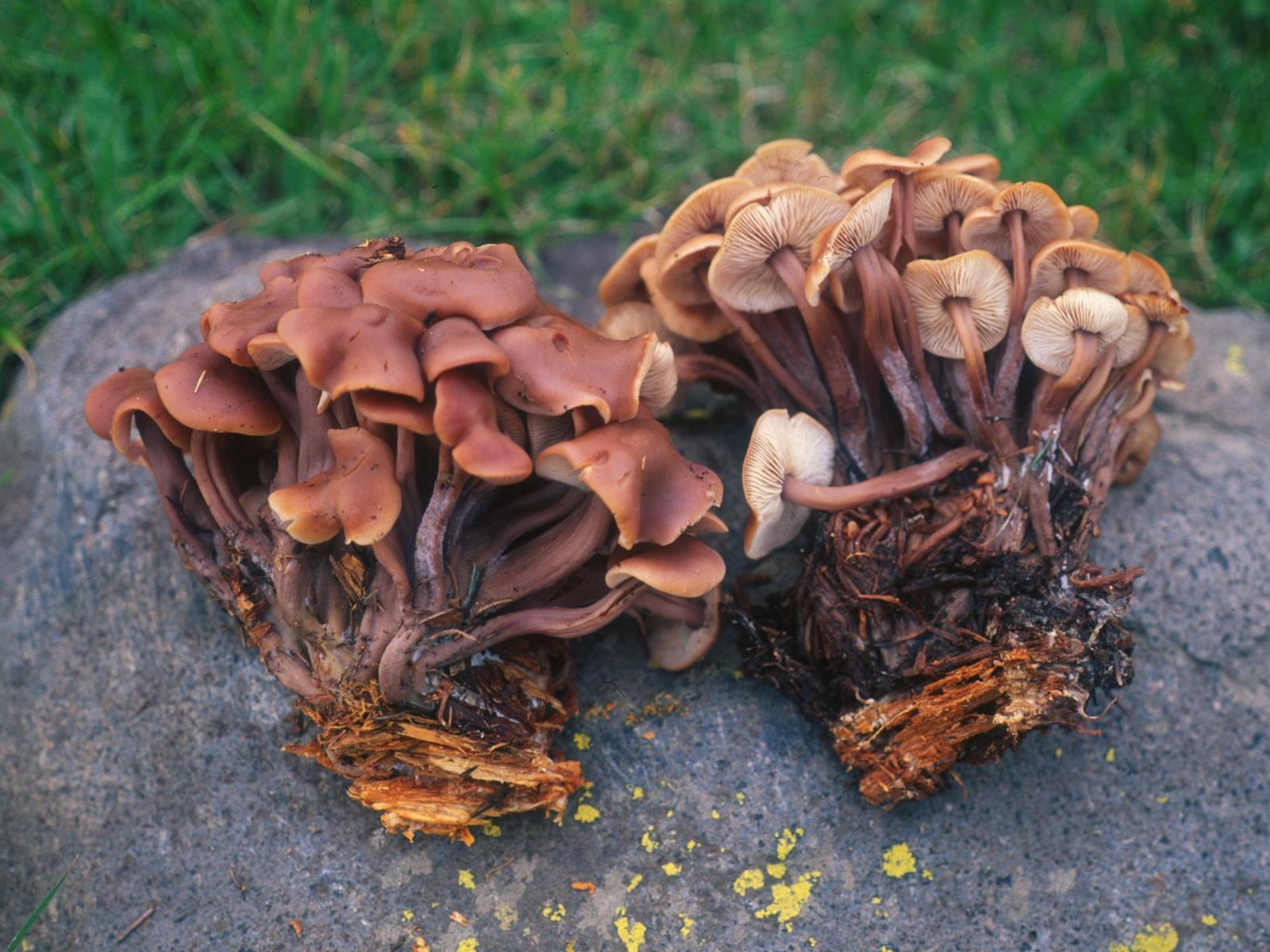
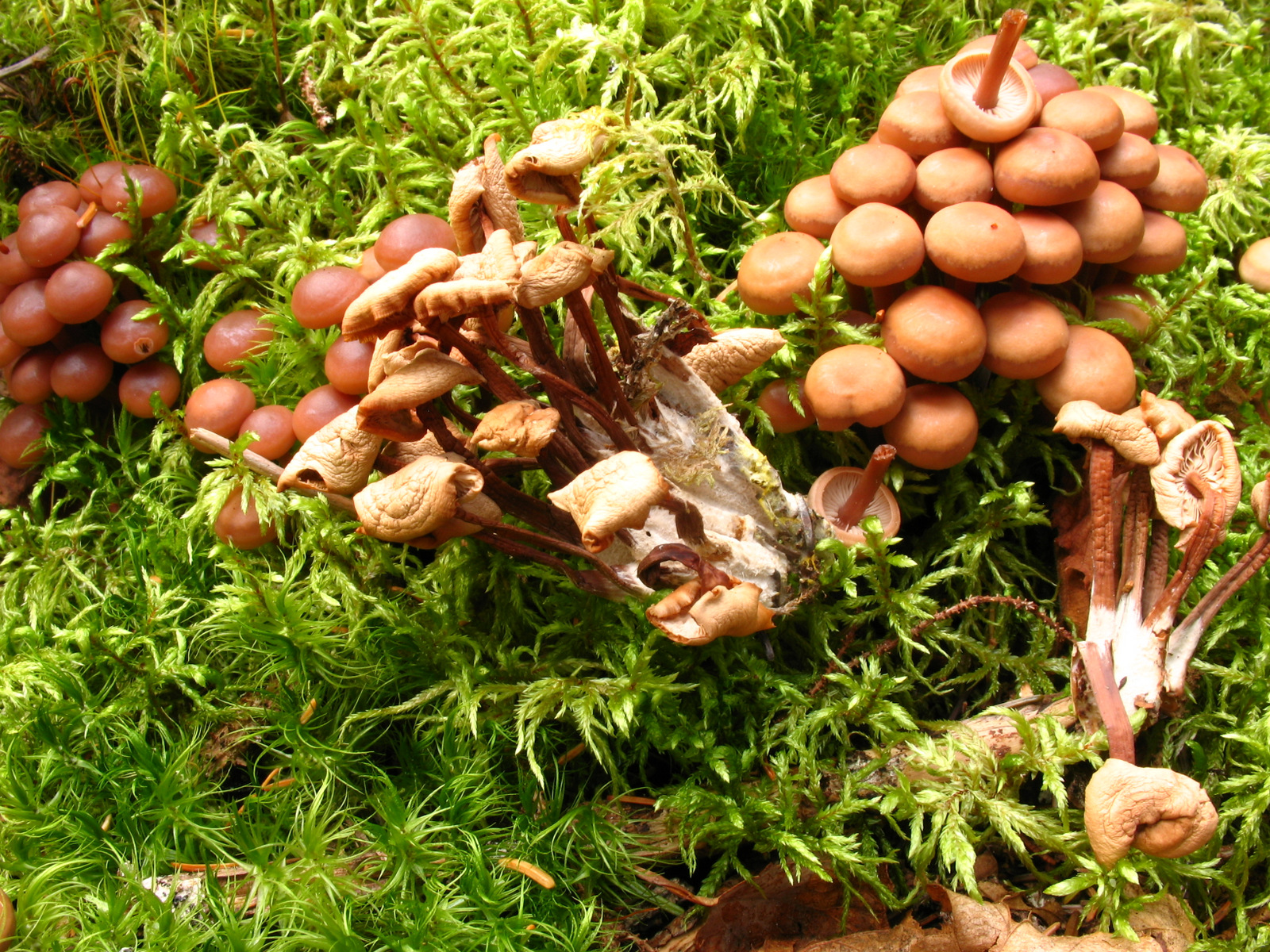
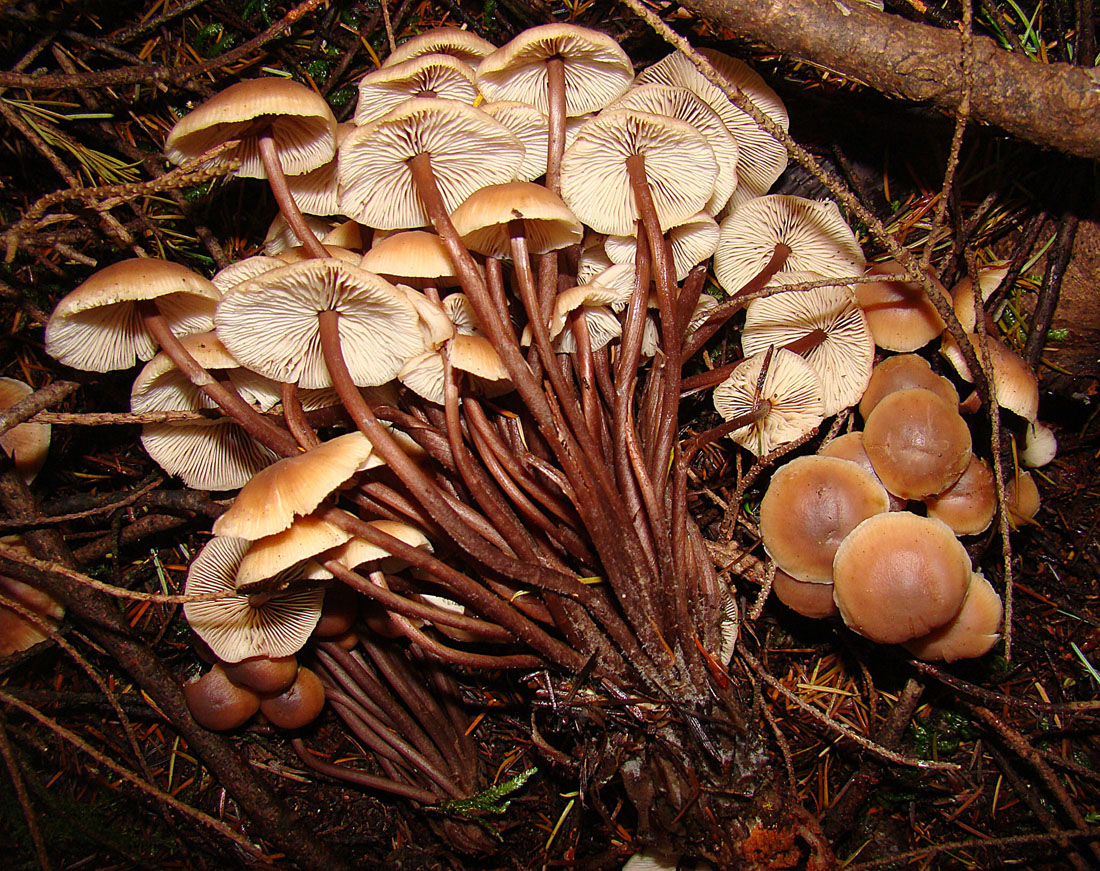
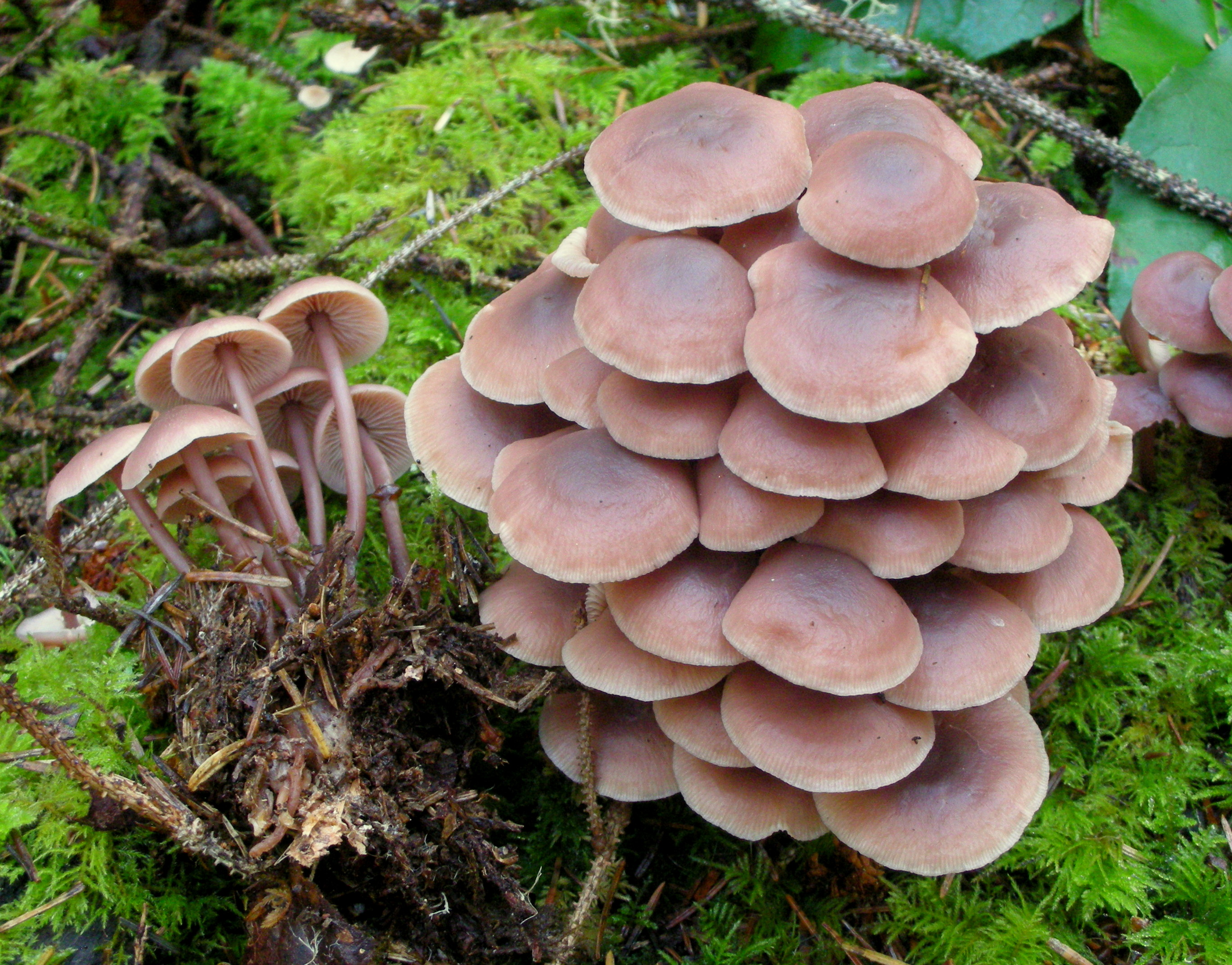

Nem ehető.    